# Goldfund von Håringe
Der Goldfund von Håringe, im Norden der 45 km² großen Insel Bolmsö im See Bolmen in Småland in Schweden, wurde im Jahre 1911 auf dem Gräberfeld am Kungshögen (Königshügel) in einem Brandgrab gemacht. Die etwa 500 Gräber auf der Insel wurden im 19. und 20. Jahrhundert in mehreren Aktionen zum Teil ausgegraben. Neben zahlreichen Glasperlen und Eisenobjekten wurden auch Gegenstände aus Gold und zwei Guldgubbar gefunden.

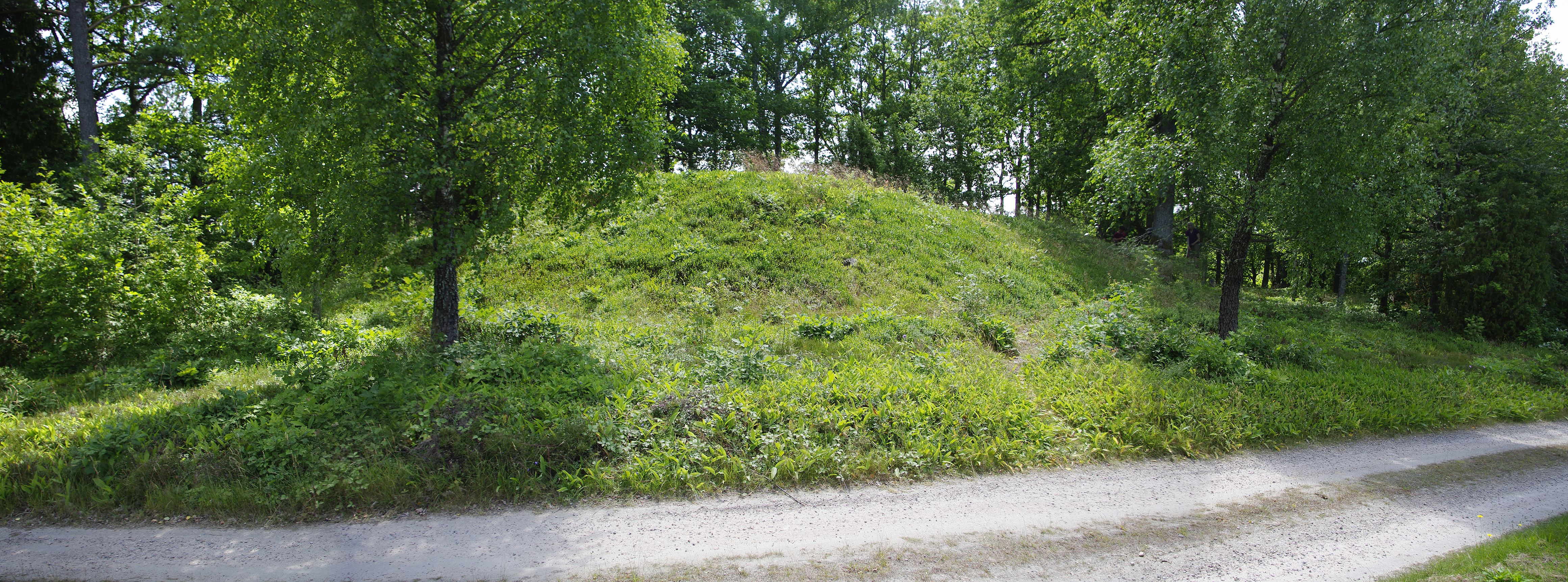
Im Umfeld des Kungshögen wurden die Funde gemacht

Der Amateurarchäologe Francis Johan Eneström untersuchte 1911 und 1912 zusammen 53 Gräber beim Dorf Håringe auf Bolmsö. Ein Grabungsfund erbrachte die beiden bekannt gewordenen Guldgubbar. Bei den Männerbildern kann man deutlich einen Bart und lange Haare erkennen. Die 1,5 cm großen Goldplättchen wurden mit dem gleichen Stempel hergestellt und sind genau gleich. Zugleich fand Eneström Bronzeknöpfe, ein Messer, Teile einer Speerspitze und verbrannte Knochen. Die verbrannten Knochen stammten, wie sich später erwies von einem Mensch und von Tieren (Hund, Pferd und Bär). Die Bärenknochen stammten von den Pfoten des Bären, was darauf schließen lässt, dass der Tote auf einem Bärenfell liegend, verbrannt wurde.
Die Gräber auf Bolmsö sind in der Regel wohlhabender ausgestattet als andere aus der späten Eisenzeit (500–1050 n. Chr.) in der Region. Die Insel hatte wahrscheinlich für die Region in dieser Zeit sakrale Bedeutung oder war einer der eisenzeitlichen Zentralplätze, die ansonsten aber oft mit Seehäfen (z. B. Gammel Lundeborg, Helgö, Uppåkra) zu verbinden waren. Der Königshügel selbst war indes älter und fundarm.
Die Guldgubbar befinden sich heute im Statens historiska Museum in Stockholm.